# Jaroslav Gladyšev
Jaroslav Vadimovič Gladyšev (in russo Ярослав Вадимович Гладышев?; Kirov, 5 maggio 2003) è un calciatore russo, attaccante della Dinamo Mosca.

## Carriera

### Club
Cresciuto nel settore giovanile della Dinamo Mosca, ha esordito in prima squadra il 22 ottobre 2021 disputando l'incontro di Prem'er-Liga vinto 4-1 contro il Chimki.

### Nazionale
Il 6 giugno 2025 esordisce in nazionale maggiore nell'amichevole pareggiata per 1-1 contro la Nigeria. Quattro giorni dopo va a segno per la prima volta con la massima selezione russa realizzando una quaterna nel successo per 1-4 in amichevole in casa della Bielorussia; avendo realizzato i primi tre gol nei primi 33 minuti la sua è diventata la tripletta più veloce nella storia della Russia.

## Statistiche

### Presenze e reti nei club
Statistiche aggiornate al 15 aprile 2022.
| Stagione        | Squadra         | Campionato      | Campionato | Campionato | Coppe nazionali | Coppe nazionali | Coppe nazionali | Coppe continentali | Coppe continentali | Coppe continentali | Altre coppe | Altre coppe | Altre coppe | Totale | Totale |
| Stagione        | Squadra         | Comp            | Pres       | Reti       | Comp            | Pres            | Reti            | Comp               | Pres               | Reti               | Comp        | Pres        | Reti        | Pres   | Reti   |
| --------------- | --------------- | --------------- | ---------- | ---------- | --------------- | --------------- | --------------- | ------------------ | ------------------ | ------------------ | ----------- | ----------- | ----------- | ------ | ------ |
| 2020-2021       | Dinamo-2 Mosca  | 2D              | 15         | 7          |                 | -               | -               |                    | -                  | -                  |             | -           | -           | 15     | 7      |
| 2021-2022       | Dinamo-2 Mosca  | 2D              | 7          | 6          |                 | -               | -               |                    | -                  | -                  |             | -           | -           | 7      | 6      |
| 2021-2022       | Dinamo Mosca    | PL              | 4          | 0          | CR              | 2               | 1               |                    | -                  | -                  |             | -           | -           | 6      | 1      |
| Totale carriera | Totale carriera | Totale carriera | 26         | 13         |                 | 2               | 1               |                    | -                  | -                  |             | -           | -           | 28     | 14     |

### Cronologia presenze e reti in nazionale
| Cronologia completa delle presenze e delle reti in nazionale ― Russia | Cronologia completa delle presenze e delle reti in nazionale ― Russia | Cronologia completa delle presenze e delle reti in nazionale ― Russia | Cronologia completa delle presenze e delle reti in nazionale ― Russia | Cronologia completa delle presenze e delle reti in nazionale ― Russia | Cronologia completa delle presenze e delle reti in nazionale ― Russia | Cronologia completa delle presenze e delle reti in nazionale ― Russia | Cronologia completa delle presenze e delle reti in nazionale ― Russia |
| Data                                                                  | Città                                                                 | In casa                                                               | Risultato                                                             | Ospiti                                                                | Competizione                                                          | Reti                                                                  | Note                                                                  |
| --------------------------------------------------------------------- | --------------------------------------------------------------------- | --------------------------------------------------------------------- | --------------------------------------------------------------------- | --------------------------------------------------------------------- | --------------------------------------------------------------------- | --------------------------------------------------------------------- | --------------------------------------------------------------------- |
| 6-6-2025                                                              | Mosca                                                                 | Russia                                                                | 1 – 1                                                                 | Nigeria                                                               | Amichevole                                                            | -                                                                     | 61’                                                                   |
| 10-6-2025                                                             | Minsk                                                                 | Bielorussia                                                           | 1 – 4                                                                 | Russia                                                                | Amichevole                                                            | 4                                                                     | 79’                                                                   |
| Totale                                                                |                                                                       | Presenze                                                              | 2                                                                     |                                                                       | Reti                                                                  | 4                                                                     |                                                                       |